# ケリー・ローランド
ケリー・ローランド（Kelly Rowland、1981年2月11日 - ）は、アメリカ合衆国の女性R&B歌手、女優、ダンサー、モデル。1990年後半から2000年前半にかけて世界的に大人気となったデスティニーズ・チャイルドのメンバーとして名声を得て、2002年からソロでも活動。2009年頃からは、ヨーロッパを中心に「エレクトロ・ハウスの新ディーヴァ」としても人気を博した。女優としても『フレディVSジェイソン』に出演した。

## ソロの経歴

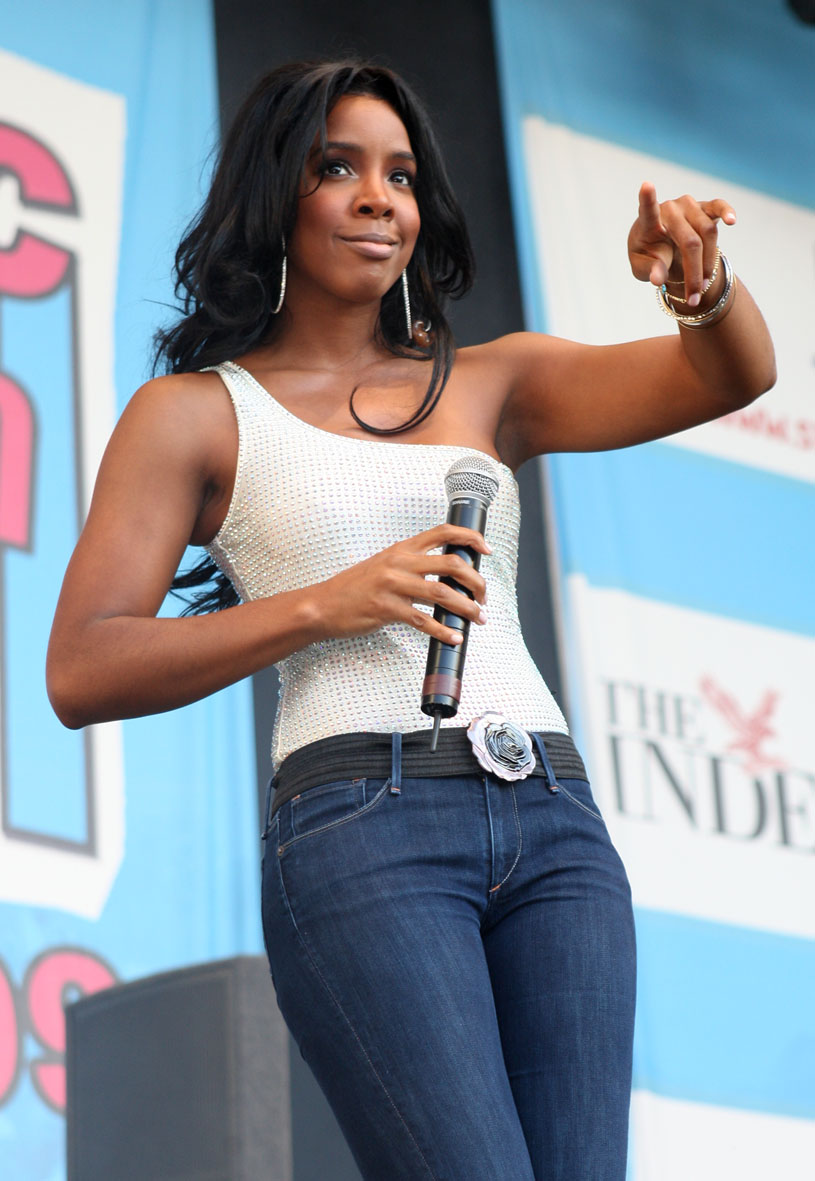
2009年

2002年、ケリーはラッパーのネリーとコラボレーションしたシングル「ジレンマ」で全米チャート10週第1位の大ヒットを記録し、複数の国の音楽チャートでもナンバーワンを記録した。楽曲が収録された彼女の2003年のソロ・デビュー・アルバム『シンプリー・ディープ』はBillboard 200で最高位15位、アメリカレコード協会からはゴールド・アルバムの認定を受けた。同様に全英アルバムチャートでは1位を獲得しプラチナム・セールスを記録した。続くシングル「ストール」は全英シングルチャートで最高位2位を記録。このアルバムは全世界で250万枚を売り上げている。
2005年のデスティニーズ・チャイルドの解散後、2007年にリリースされたローランドのセカンド・アルバム『ミス・ケリー』は、当初ファースト・アルバムほどの人気はなかったものの、シングルカットされた「ゲットー」「ワーク」などがヨーロッパ諸国で好評となり、2008年のシングル「デイライト」（ボビー・ウーマックのカバー曲）がクラブ・ヒットを博し、新装盤『ミス・ケリー』は全世界で120万枚を収める成功となった。
2009年には「プリーズ・ジェントル」がイタリアで大ヒットし、ヨーロッパのダンス・マーケットに参入。同年、ケリーはフランスのDJデヴィッド・ゲッタの「ラヴ・テイクス・オーヴァー」にヴォーカルとして客演参加。この楽曲がヨーロッパ市場を中心に世界的大ヒットを記録したことにより、ケリーにはヨーロッパを中心に「エレクトロ・ハウスの新ディーヴァ」という新たなイメージが生まれた。
2010年に入り、ケリーはエレクトロ・ダンス路線の「コマンダー」や、R＆B基調の「モチベーション」をリリースし、それらが収録されたサード・アルバムの『ヒア・アイ・アム』を2011年に発売した。2013年には、アルバム『Talk a Good Game』を発売し、シングルの「Kisses Down Low」、「Dirty Laundry」がヒットした。
2014年5月にタレント・マネージャーのティム・ウェザースプーンと結婚。同年11月と2021年に出産し、2人の男児がいる。
今日までに、ケリーはソロ・キャリアにおいて全英シングルチャートにてトップ20に11曲を送り込み、また2曲のナンバーワン・ヒットを含め、7曲のトップ10ヒットを持っている。加えて、ケリーはこれまでに世界で400万枚のアルバムと、1700万ユニットのシングルを売り上げている。

## ディスコグラフィ

### スタジオ・アルバム
- 『シンプリー・ディープ』 - Simply Deep (2002年)
- 『ミス・ケリー』 - Ms. Kelly (2007年)
- 『ヒア・アイ・アム』 - Here I Am (2011年)
- Talk a Good Game (2013年)